# Хегде, Коудор Садананда
Коудор Садананда Хегде (англ. Kawdoor Sadananda Hegde, хинди के एस हेगड़े; 11 июня 1909, дер. Нитте, Южная Канара, Мадрасское президентство, Британская Индия — 24 мая 1990, Мангалур, штат Карнатака, Индия) — индийский государственный деятель, спикер Лок сабхи (1977—1980).

## Биография
Обучался в колледже Св. Алосиуса в Мангалуре, правительственном колледже Мадраса и юридическом колледже Мадраса.
В 1947—1951 гг. работал на административных должностях и прокурором. С 1952 по 1957 гг. являлся членом Раджья сабхи. В 1957—1966 гг. — судья Верховного суда Майсура. В 1966—1967 гг. — председатель Верховного суда города Дели и Верховного суда штата Химачал-Прадеш.
В 1967 г. был назначен судьей Верховного суда Индии. В апреле 1973 г. ушел в отставку, когда один из его младших коллег был назначен главным судьей Индии.
После этого активно включился в общественно-политическую жизнь страны. В 1977 г. он был избран в Лок сабху из южного избирательного округа Бангалора от партии «Джаната».
В 1977—1980 гг. — спикер Лок сабхи. На этом посту возглавлял индийские парламентские делегации на 23-й, 24-й и 25-й парламентских конференциях стран Содружества, состоявшихся в сентябре 1977 г. в Оттаве (Канада), в Кингстоне (Ямайка) в сентябре 1978 г. и в Виллингтоне (Новая Зеландия) в ноябре-декабре 1979 г. Хегде также возглавлял индийские парламентские делегации на 65-й парламентской конференции в Бонне (ФПГ) в сентябре 1978 г. и 66-й Межпарламентской конференции, состоявшейся в Каракасе (Венесуэла) в сентябре 1979 г.
В 1979 г. он учредил Фонд образования Нитте, чтобы содействовать развитию средней школы в своей родной деревне.